# 曼努埃爾·斯特萊克
曼努埃爾·斯特萊克（1988年12月1日—）是一位克羅地亞手球運動員。他是克羅地亞國家手球隊的一員，代表克羅地亞在2012年奧運會上奪得銅牌。